# José Rubens Siqueira
José Rubens Siqueira (Sorocaba, 20 de outubro de 1945 – São Paulo, 17 de fevereiro de 2025) foi um autor, tradutor, diretor teatral, cenógrafo e figurinista brasileiro. Ganhou destaque no teatro paulista a partir dos anos 1980.

## Biografia
Nas décadas de 60 e 70, a sua carreira cinematográfica levou os seus filmes de animação a representar o Brasil em Festivais de Cinema na Alemanha, Teerã, Uzbequistão e Casaquistão, na antiga União Soviética. No Brasil, ganhou diversos prêmios nos Festivais de Cinema de Gramado, Brasília e Belém.
O seu primeiro trabalho de destaque no teatro foi a direção de O Cordão Umbilical, texto de estreia de Mário Prata. A sua parceria com o encenador Francisco Medeiros gerou vários espetáculos premiados, entre eles, o infantil Tronodocrono, Simon, e o importante Artaud, o Espírito do Teatro. Em 2001 adapta para a cena o monumental espetáculo Os Lusíadas, dirigido por Iacov Hillel e produzido por Ruth Escobar. 
Além da atividade teatral, Siqueira dedica-se à literatura, tendo traduzido autores como J. M. Coetzee, Isaac Bashevis Singer e Toni Morrison, ganhadores do prêmio Nobel, além do indiano Salman Rushdie e do cubano Pedro Juan Gutiérrez, entre outros. Da sua autoria, tem publicados os livros Viver de Teatro (Nova Alexandria) e Tronodocrono (Companhia das Letras).

### Morte
Siqueira morreu aos 79 anos na cidade de São Paulo, durante tratamento de um câncer.

## Teatro
- 2010 - O Inferno Sou Eu
- 2006 – Mulheres de Rosa, baseado na obra de João Guimarães Rosa: dramaturgia, direção
- 2003 - O Enigma Blavatsky, baseado na obra de Madame Blavatsky: dramaturgia, figurinos
- 2001 – Os Lusíadas, de Luís de Camões: dramaturgia, figurinos
- 2000 - Dona da Casa, de Adélia Prado: dramaturgia
- 1999 - A Cândida Erêndira e a sua Avó Desalmada, de Gabriel García Márquez: dramaturgia, direção, cenário, figurinos
- 1998 - Éonoé, Uma Cosmogonia: autoria
- 1997 - Tartufo, de Molière: direção, cenário e figurinos
- 1996 -  Sherazade, de As Mil e Uma Noites: dramaturgia
- 1995 - A Tempestade, de William Shakespeare: direção, cenário, figurinos
- 1992 - Escola de Maridos, de Molière: direção, cenário e figurinos
- 1990 - Oswald, Oswaldo, Ôswald, baseado na obra de Oswald de Andrade: dramaturgia
- 1989 - Decifra-me ou Devoro-te, em parceria com Renato Borghi: autoria
- 1988 - Andaluz, baseado na obra de Federico García Lorca: autoria, direção, cenário, figurinos
- 1987 - As Irmãs Siamesas: autoria, direção, cenografia, figurinos
- 1984 - Artaud, O Espírito do Teatro, baseado na obra de Antonin Artaud: dramaturgia, cenário, figurinos, atuação
- 1983 - Sampa, A Idade de Amar: autoria, cenário, figurinos
- 1983 - Tronodocrono, autor em parceria com Gabriela Rabêlo: figurinos
- 1981 - Clara Crocodilo, de Lala Deheinzelein e Arrigo Barnabé: cenário e figurinos
- 1979 - O Banquete, de Mário de Andrade: dramaturgia, cenário, figurinos
- 1978 - Iribiri: dramaturgia, cenário, figurinos
- 1970 - Cordão Umbilical, de Mário Prata: direção
- 1969 - Numância, de Miguel de Cervantes: dramaturgia, cenário, figurinos

### Traduções para o teatro
- A tempestade, William Shakespeare
- Hamlet, William Shakespeare
- Muito Barulho por Nada, William Shakespeare
- Escola de maridos, Molière
- Tartufo, Molière
- Os Malefícios da Mariposa, Federico García Lorca
- Confusão na Cidade, Carlo Goldoni
- Criança enterrada, Sam Shepard
- Quaff! (Lattice and Lovage), Peter Shaffer

## Principais traduções
- Tia Julia e o Escrevinhador, Mario Vargas Llosa. Alfaguara/Objetiva
- Shalimar, o Equilibrista, Salman Rushdie. Companhia das Letras
- Fúria, Salman Rushdie. Companhia das Letras
- O Chão Que Ela Pisa, Salman Rushdie. Companhia das Letras
- À Espera dos bárbaros, J. M. Coetzee. Companhia das Letras
- Juventude, J. M. Coetzee. Companhia das Letras
- Elizabeth Costello, J. M. Coetzee. Companhia das Letras
- Desonra, J. M. Coetzee. Companhia das Letras
- Amada, Toni Morrison. Companhia das Letras
- Amor, Toni Morrison. Companhia das Letras
- Paraíso, Toni Morrison. Companhia das Letras
- O Ninho da Serpente, Pedro Juan Gutiérrez. Companhia das Letras
- Animal Tropical, Pedro Juan Gutiérrez. Companhia das Letras
- O Rei de Havana, Pedro Juan Gutiérrez. Companhia das Letras
- Trilogia Suja de Havana, Pedro Juan Gutiérrez. Companhia das Letras
- Shosha, Isaac Bashevis Singer. Editora Francis
- 47 Contos de Isaac Bashevis Singer, Isaac Bashevis Singer. Companhia das Letras
- O Legado da Perda, Kiran Desai. Alfaguara/Objetiva
- O Palácio de Espelho, Amitav Ghosh. Alfaguara/Objetiva
- Radical Chique e o Novo Jornalismo, Tom Wolfe. Companhia das Letras
- Noite do Oráculo, Paul Auster. Companhia das Letras
- Eichmann em Jesurasalém - um Relato sobre a Banalidade do Mal, Hannah Arendt. Companhia das Letras